# Percnon gibbesi
Pour les articles homonymes, voir Sally-pied-léger.
Espèce
Percnon gibbesi ou Sally-pied-léger est une espèce de crabe de la famille des Plagusiidae.
C'est à cause de la rapidité de leurs déplacements qu'une autre espèce de crabe porte le même nom vernaculaire : Grapsus grapsus de la famille des Grapsidae.
Percnon gibbesi est parfois placé aussi dans la famille des Grapsidae.

## Description
Il est relativement petit puisqu'il mesure jusqu’à 6 cm et sa carapace très plate lui permet de se dissimuler très facilement dans les anfractuosités des récifs.

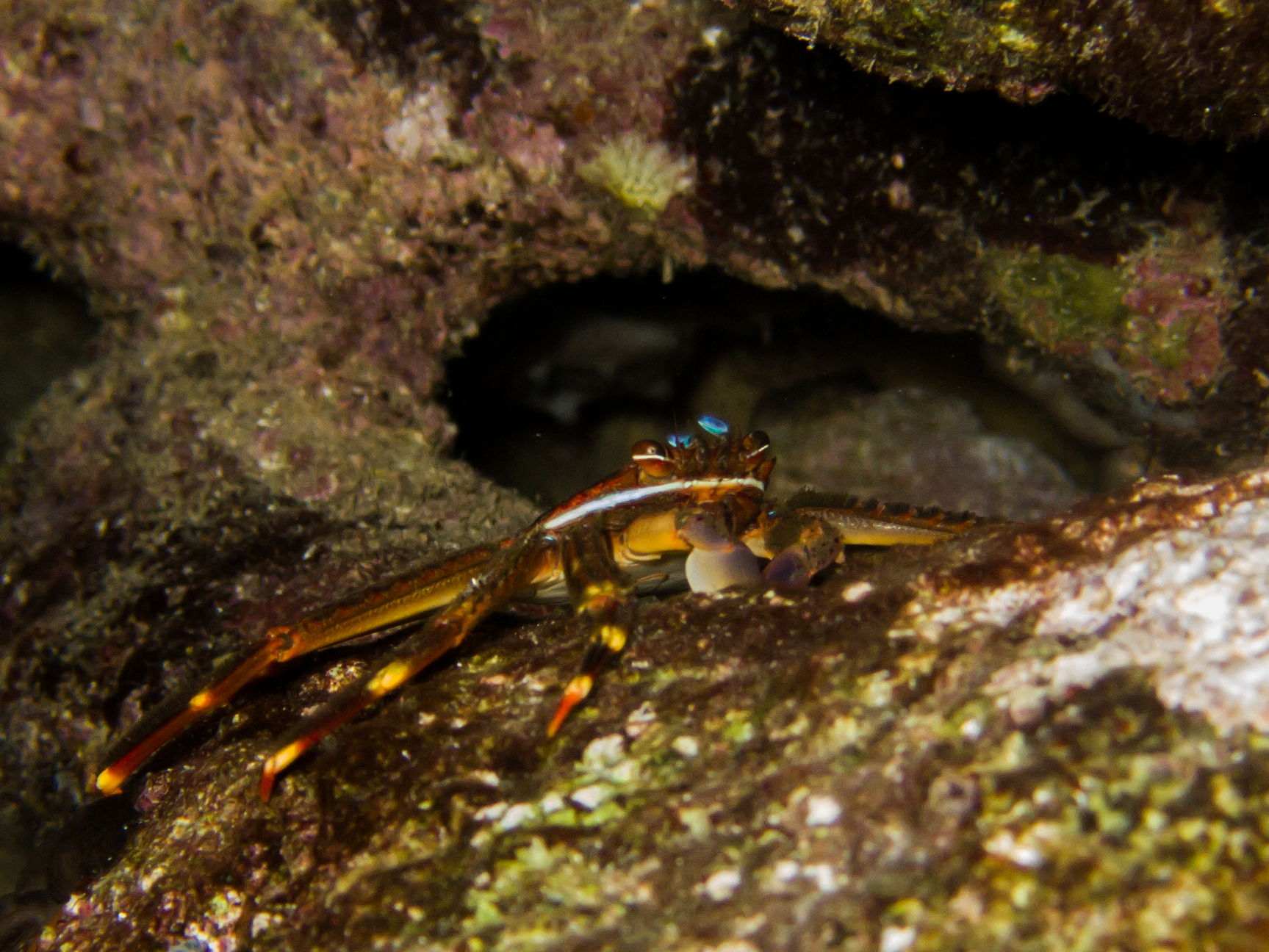
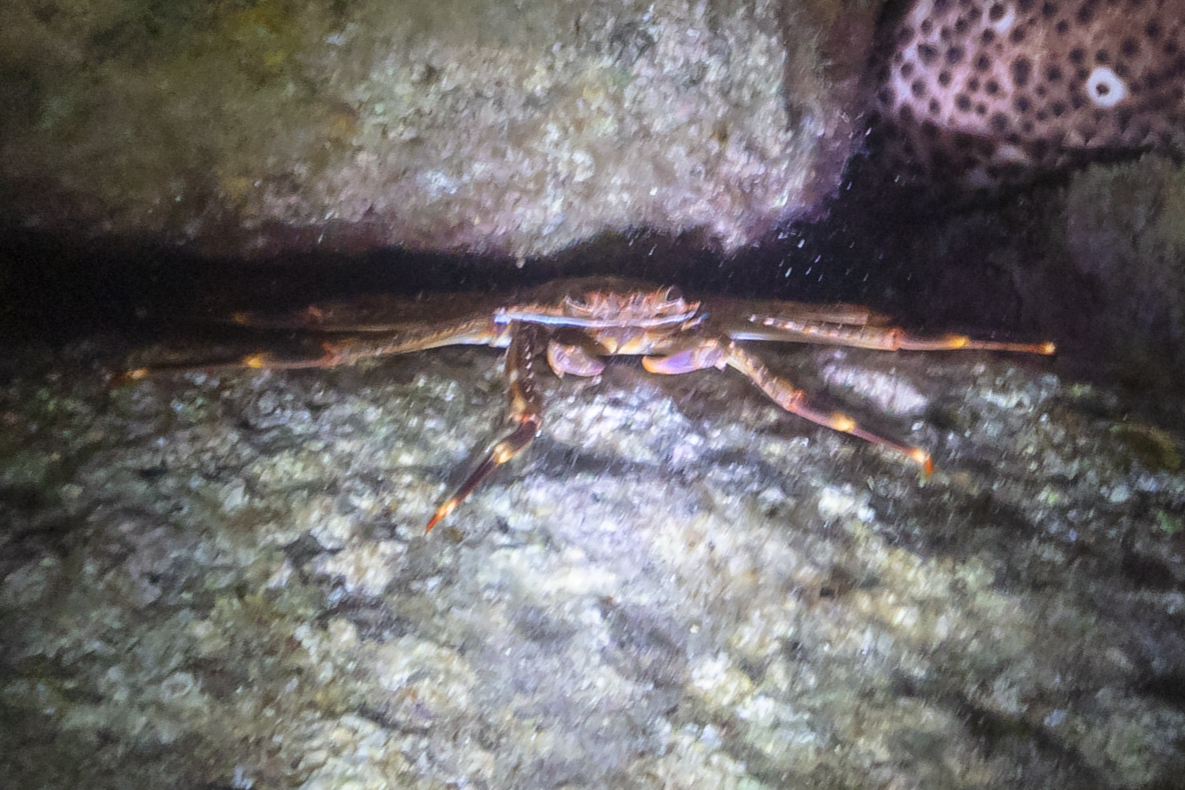
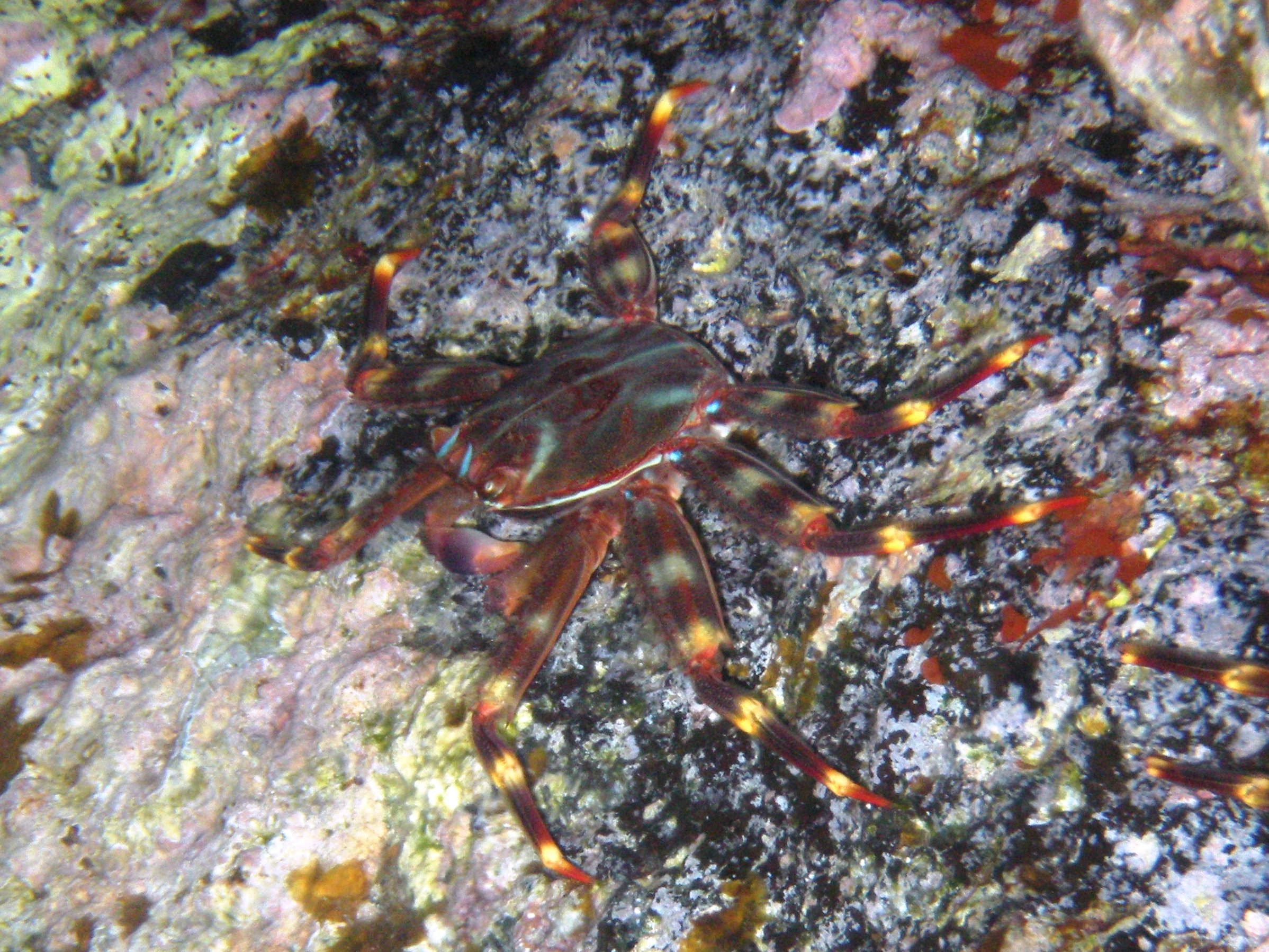

## Distribution
Ce crabe se rencontre le long des côtes de l'Atlantique, aux Caraïbes et dans le bassin Indo-Pacifique. Peut-être du fait du réchauffement des océans, on le signale aussi depuis quelques années en mer Méditerranée où il est donc considéré comme espèce herculéenne (parvenu en Méditerranée par le détroit de Gibraltar).
L'UICN l'a placé dans sa « liste noire des espèces envahissantes dans le milieu marin » méditerranéen.

## En aquariophilie
Le Sally-pied-léger est apprécié en aquariophilie, car il nettoie l'aquarium en mangeant les débris (algues…)